# ایالات متحده آمریکا در المپیک
ایالات متحده آمریکا در بازی‌های المپیک توانسته‌است که تاکنون ۲۴۰۰ مدال در بازی‌های المپیک تابستانی و ۲۵۳ مدال در بازی‌های المپیک زمستانی کسب کند. بیش‌ترین ورزش‌هایی که تاکنون آمریکا توانسته از طریق آن‌ها مدال کسب کند به ترتیب دو و میدانی و شنا بوده‌است.

## جدول مدال بر پایه ورزش

### بازی‌های المپیک تابستانی
| بازی             | ورزشکار    | طلا        | نقره       | برنز       | مجموع      | رتبه       |
| ۱۸۹۶ آتن         | ۱۴         | ۱۱         | ۷          | ۲          | ۲۰         | ۱          |
| ۱۹۰۰ پاریس       | ۷۵         | ۱۹         | ۱۴         | ۱۴         | ۴۷         | ۲          |
| ۱۹۰۴ سنت لوییس   | ۵۲۶        | ۷۸         | ۸۲         | ۷۹         | ۲۳۹        | ۱          |
| ۱۹۰۸ لندن        | ۱۲۲        | ۲۳         | ۱۲         | ۱۲         | ۴۷         | ۲          |
| ۱۹۱۲ استکهلم     | ۱۷۴        | ۲۵         | ۱۹         | ۱۹         | ۶۳         | ۱          |
| ۱۹۲۰ آنتورپ      | ۲۸۸        | ۴۱         | ۲۷         | ۲۷         | ۹۵         | ۱          |
| ۱۹۲۴ پاریس       | ۲۹۹        | ۴۵         | ۲۷         | ۲۷         | ۹۹         | ۱          |
| ۱۹۲۸ آمستردام    | ۲۸۰        | ۲۲         | ۱۸         | ۱۶         | ۵۶         | ۱          |
| ۱۹۳۲ لس آنجلس    | ۴۷۴        | ۴۱         | ۳۲         | ۳۰         | ۱۰۳        | ۱          |
| ۱۹۳۶ برلین       | ۳۵۹        | ۲۴         | ۲۰         | ۱۲         | ۵۶         | ۲          |
| ۱۹۴۸ لندن        | ۳۰۰        | ۳۸         | ۲۷         | ۱۹         | ۸۴         | ۱          |
| ۱۹۵۲ هلسینکی     | ۲۸۶        | ۴۰         | ۱۹         | ۱۷         | ۷۶         | ۱          |
| ۱۹۵۶ ملبورن      | ۲۹۷        | ۳۲         | ۲۵         | ۱۷         | ۷۴         | ۲          |
| ۱۹۶۰ رم          | ۲۹۲        | ۳۴         | ۲۱         | ۱۶         | ۷۱         | ۲          |
| ۱۹۶۴ توکیو       | ۳۴۶        | ۳۶         | ۲۶         | ۲۸         | ۹۰         | ۱          |
| ۱۹۶۸ مکزیکو سیتی | ۳۵۷        | ۴۵         | ۲۸         | ۳۴         | ۱۰۷        | ۱          |
| ۱۹۷۲ مونیخ       | ۴۰۰        | ۳۳         | ۳۱         | ۳۰         | ۹۴         | ۲          |
| ۱۹۷۶ مونترال     | ۳۹۶        | ۳۴         | ۳۵         | ۲۵         | ۹۴         | ۳          |
| ۱۹۸۰ مسکو        | شرکت نداشت | شرکت نداشت | شرکت نداشت | شرکت نداشت | شرکت نداشت | شرکت نداشت |
| ۱۹۸۴ لس آنجلس    | ۵۲۲        | ۸۳         | ۶۱         | ۳۰         | ۱۷۴        | ۱          |
| ۱۹۸۸ سئول        | ۵۲۷        | ۳۶         | ۳۱         | ۲۷         | ۹۴         | ۳          |
| ۱۹۹۲ بارسلونا    | ۵۴۵        | ۳۷         | ۳۴         | ۳۷         | ۱۰۸        | ۲          |
| ۱۹۹۶ آتلانتا     | ۶۴۶        | ۴۴         | ۳۲         | ۲۵         | ۱۰۱        | ۱          |
| ۲۰۰۰ سیدنی       | ۵۸۶        | ۳۷         | ۲۴         | ۳۲         | ۹۳         | ۱          |
| ۲۰۰۴ آتن         | ۶۱۳        | ۳۶         | ۳۹         | ۲۶         | ۱۰۱        | ۱          |
| ۲۰۰۸ پکن         | ۵۹۶        | ۳۶         | ۳۸         | ۳۶         | ۱۱۰        | ۲          |
| ۲۰۱۲ لندن        | ۵۳۰        | ۴۶         | ۲۹         | ۲۹         | ۱۰۴        | ۱          |
| ۲۰۱۶ ریودوژانیرو | ۵۵۴        | ۴۶         | ۳۸         | ۳۷         | ۱۲۱        | ۱          |
| ۲۰۲۰ توکیو       | ۶۴۳        | ۳۹         | ۴۱         | ۳۳         | ۱۱۳        | ۱          |
| مجموع            | مجموع      | ۹۷۶        | ۷۵۸        | ۶۶۶        | ۲۴۰۰       | ۱          |

## منایع
- مشارکت‌کنندگان ویکی‌پدیا. «United States at the Olympics». در دانشنامهٔ ویکی‌پدیای انگلیسی، بازبینی‌شده در ۱۵ سپتامبر ۲۰۱۳.